# Oude Kerk (Pellworm)
De Oude Kerk of Sint-Salvatorkerk (Duits: Alte Kirche,  St. Salvator) is de belangrijkste bezienswaardigheid op het Noord-Friese eiland Pellworm (Sleeswijk-Holstein). Het romaanse godshuis werd rond 1200 gebouwd en vormt met zijn gehavende toren een beeldbepalend gebouwencomplex op het eiland. Samen met twee andere kerken op het eiland overleefde de Salvatorkerk de enorme watervloed van 1634.

## Geschiedenis

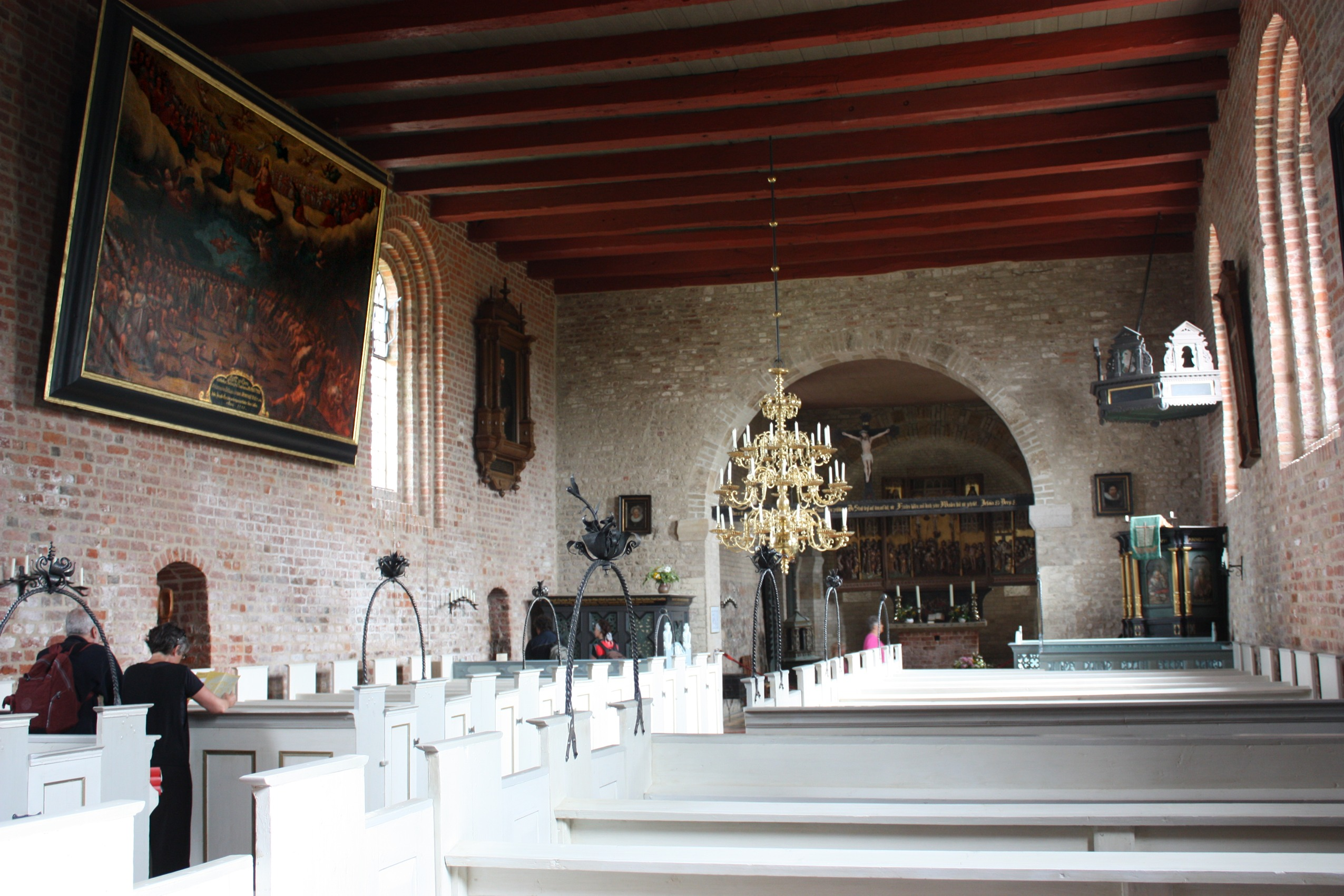
Interieur

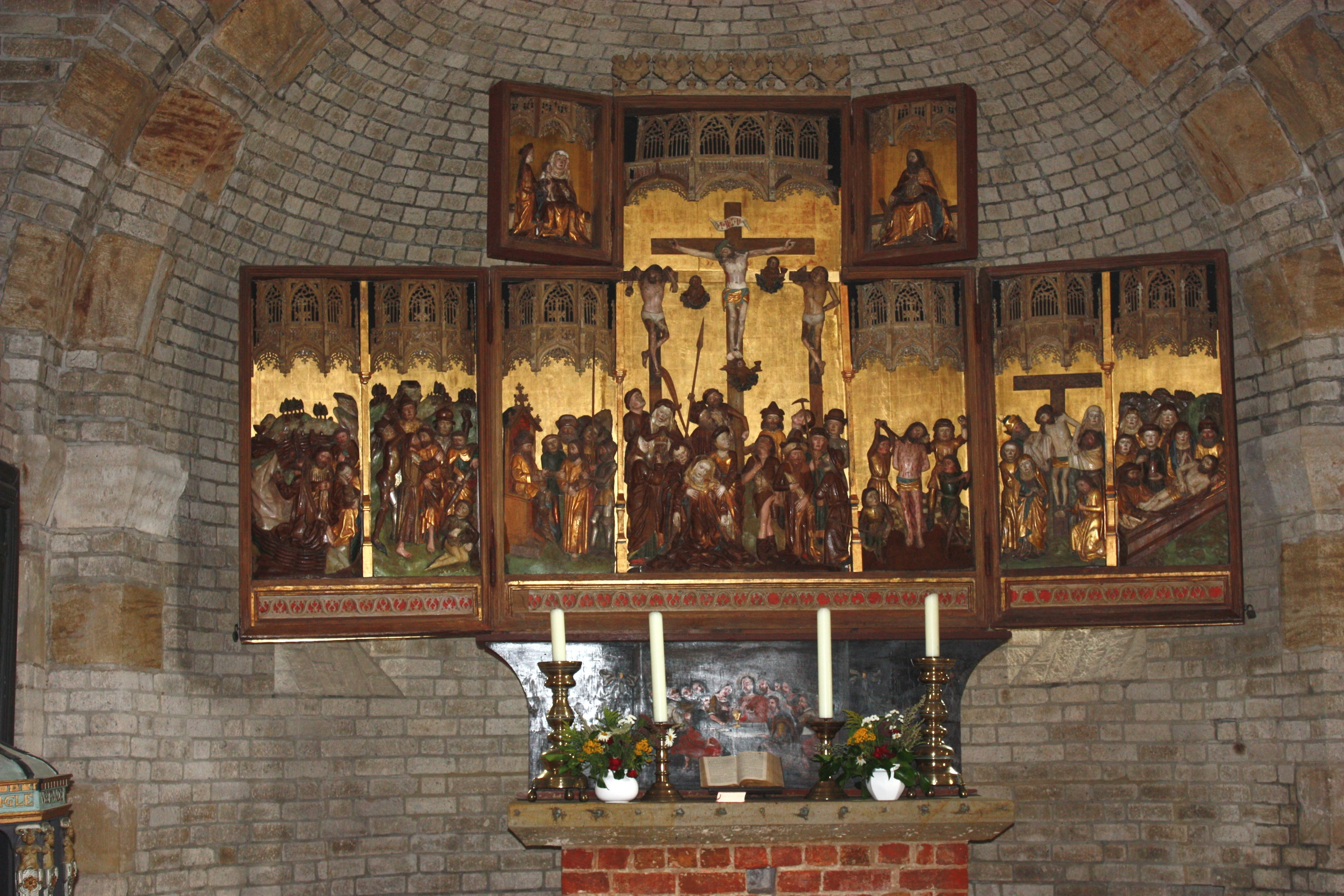
Altaar

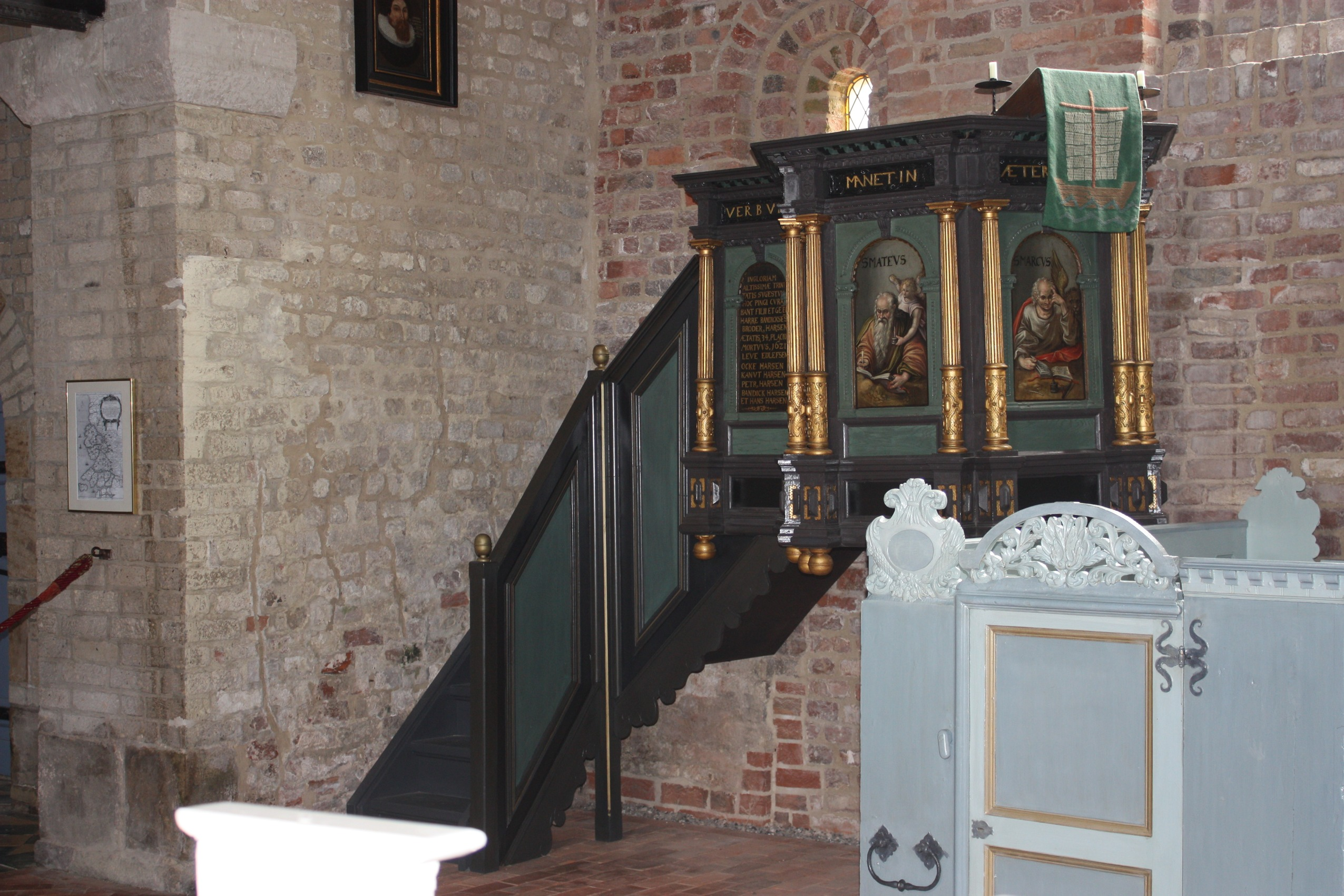
Kansel

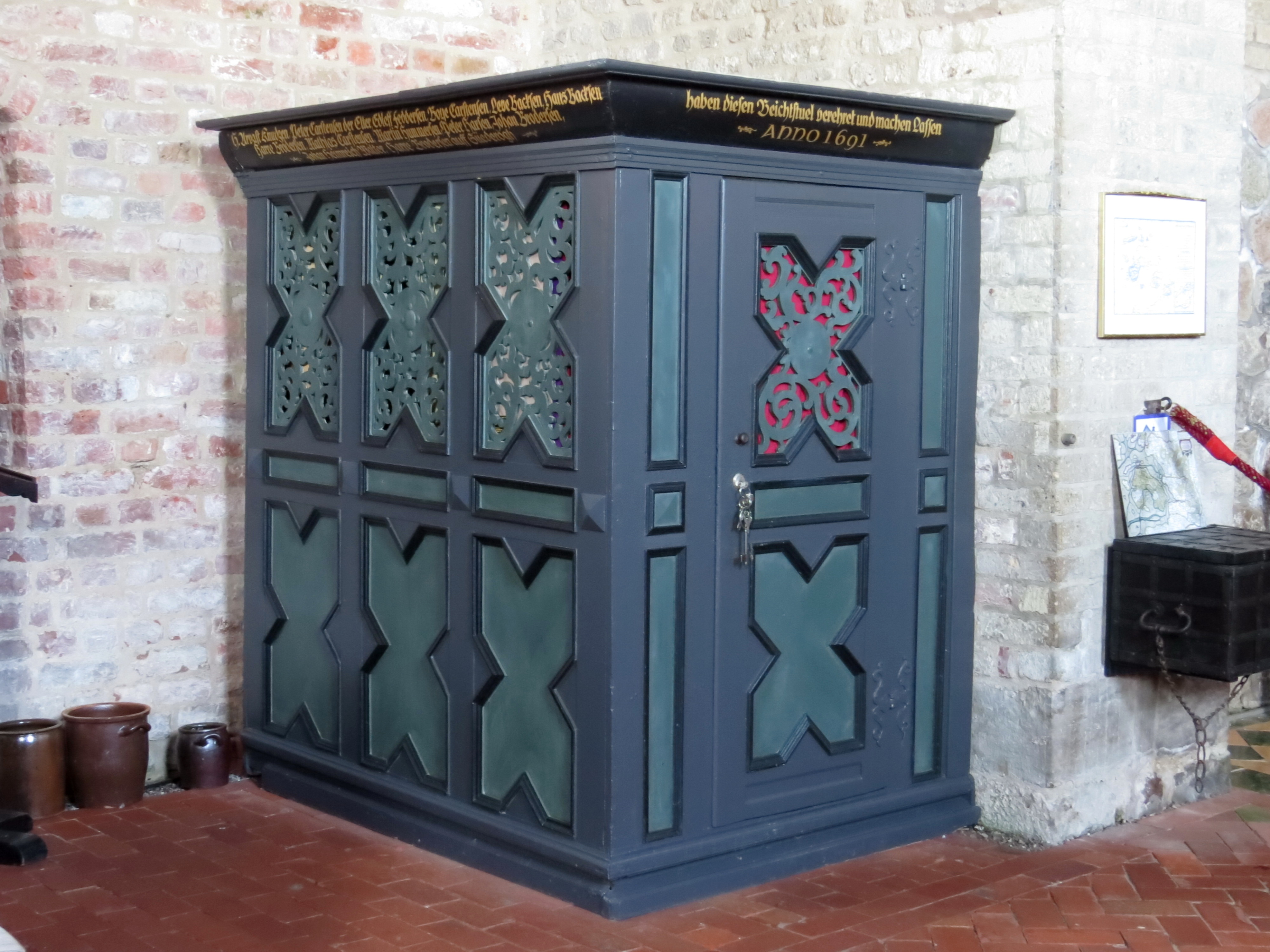
Biechtstoel

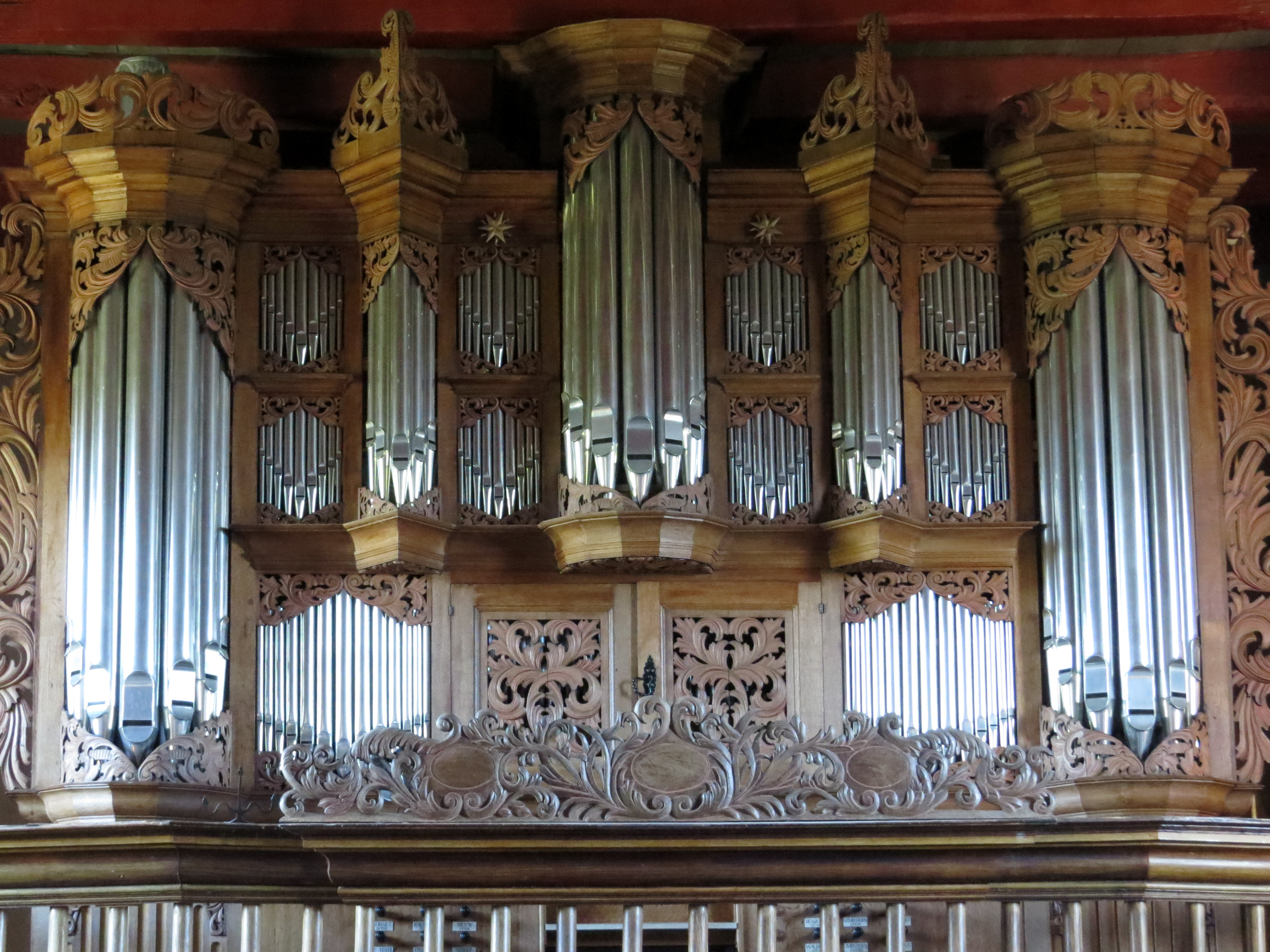
Orgel

Een eerste kerk betrof een houten gebouw uit de 11e eeuw, waarvan de oude eiken resten bij opgravingen in 1907 onder de huidige apsis werden gevonden. De kerk was aan de Heiland (Latijns: Salvator) gewijd. Omdat het houten gebouw niet was opgewassen tegen de ongunstige weersinvloeden werd het omstreeks 1200 vervangen door het huidige stenen kerkgebouw. Men begon in 1195 met de bouw van het koor en de apsis van tufsteen. Iets later ontstond in het westen het met rode baksteen opgetrokken kerkschip. Een kerktoren werd in de 13e/14e eeuw aangebouwd.
De toren stortte in 1611 gedeeltelijk in vanwege het gebrekkige fundament in de moerassige bodem. De Tweede Grote Mandrenke in 1634 vertraagde het herstel, omdat de wederopbouw van het eiland een grotere prioriteit had. De markante, vanaf de Waddenzee  zichtbare, ruïne van de kerktoren wordt in de volksmond Finger Gottes, Vinger Gods, genoemd. De vernieuwing van het westelijke deel van het schip werd pas in 1687 voltooid. Waarschijnlijk werden toen ook de vensters vergroot. Tegelijkertijd met de sanering van de dijken op het eiland werd in de jaren 1710-1711 het orgel van Arp Schnitger gebouwd.      
In 1913 werden de apsis en het koor vernieuwd, in 1914 volgde de koorboog en in 1928 de dakruiter.

## Bouwbeschrijving
Het eenschepige, oostelijk georiënteerde gebouw bevindt zich op een terp bij een oude zeedijk. De oudste bouwdelen bevinden zich in het oosten en werden op een fundament van zandsteen en graniet van tufsteen gebouwd. Aan het rechthoekige ingesnoerde koor met zadeldak sluit zich een halfronde, ingesnoerde apsis met een half kegeldak aan. De oorspronkelijke romaanse vensters zijn nog aanwezig of werden gedeeltelijk gereconstrueerd; er zijn twee in de noordelijke koormuur, drie in zuidelijke koormuur en drie in de apsis. De vensters van het koor zijn in drie grote rondbogen ingebracht, die door halve zuilen worden gedragen. De laatromaanse kapitelen zijn met wijnblad en druiven gedecoreerd. In de zuidelijke koormuur bevindt zich een   portaal.
Het met een zadeldak gedekte kerkschip bestaat uit baksteen, dat gestuct en wit geschilderd werd, heeft aan het oostelijke eind een kleine dakruiter uit de 17e eeuw. In de barokke periode werden langs de muren grote vensters aangebracht, drie op de zuidelijke muur en twee op de noordelijke. De zuidelijke muur wordt versierd door een tandfries, de noordelijke door een tandlijst en bezit verder nog een smal venster in het oosten. Het in laatgotische tijd veranderde spitsbogige portaal in de zuidelijke muur van het kerkschip bezit nog romaanse zuilen met teerlingkapitelen (ook: dobbelsteenkapitelen). Aan de noordelijke zijde bevinden zich twee eenvoudige rondbogige portalen. De westelijke muur van het kerkschip bezit verder geen vensters.    
Naast de kerk bevindt zich een kleine gedrongen houten klokkentoren. Het dak van de klokkentoren werd met koperplaat afgedekt. In de toren hangen de klokken van de kerk, waarvan de oudste dateert uit 1605.     
De westelijke toren uit de gotische tijd, die oorspronkelijk met het kerkschip was verbonden, bezat een hoogte van circa 50-52 meter. Van de toren resteert nog een hoogte van 26 meter. Tegenwoordig nestelen er talrijke vogels, waaronder de torenvalk. Sinds de bouw van de 41,5 meter hoge vuurtoren van Pellworm verloor de kerktoren haar betekenis als oriëntatiepunt voor schepen. In de torenruïne bevinden zich grafstenen uit de 16e en 17e eeuw. Naast de ruïne bevindt zich een kerkhof voor onbekende drenkelingen.

## Inrichting
Het interieur bezit een balkenplafond en is afgezien van de voorwerpen verder eenvoudig te noemen. De houtgesneden wangen van de banken dateren uit de 17e resp. de 18e eeuw. Tussen de banken zijn bogen van gedraaid smeedijzerwerk met florale versiering aangebracht. Het kerkschip wordt van het koor door een grote triomfboog gescheiden, het triomfkruis dateert uit de 16e eeuw.
In de apsis staat een laatgotisch vleugelaltaar van een onbekende meester. Het werd rond 1460 gemaakt, vermoedelijk in een atelier in Hamburg of Lübeck. Aan de toonzijde ziet men zeven eikenhouten scènes uit de lijdensgeschiedenis van Jezus onder baldakijnen met maaswerk; centraal in het verhoogde middenveld wordt de kruisiging uitgebeeld. Op de binnenvleugels zijn 16 schilderijen uit het leven van Maria te zien. Op de rugzijde bevinden zich nog fragmenten van de Gregoriusmis en de Martelarenboom. De beide bovenste zijvleugels tonen Anna te Drieën en de heilige Andreas. Een voorstelling van het Laatste Avondmaal uit een latere periode siert de predella.
Andere belangrijke kunsthistorische voorwerpen zijn naast het altaar het uit brons gegoten doopbekken van Hinrich Klinghe uit uit het jaar 1475 en het orgel op de westelijke galerij. Het oorspronkelijke doopvont werd volgens de kronieken in de 15e eeuw door de zeerover Cort Wiederich uit de kerk geroofd en staat tegenwoordig in de Sint-Clemenskerk van Büsum. Het huidige doopvont stond vroeger in de kerk van Buphever, die samen met 18 andere kerken op het eiland in de verschrikkelijke stormvloed van 1634 ten onder ging. De cuppa wordt gedragen door vier diakenen en heeft reliëfs van heiligen en de doop en kruisiging van Jezus. Het houten lantaarnvormige deksel dateert uit de 17e eeuw en kan door een mechaniek naar boven worden getakeld. De kroonluchter in het kerkschip is een replica uit 1990 van een kroonluchter die in de Tweede Wereldoorlog moest worden afgegeven.
De polygonale kansel uit circa 1600 toont op de velden tussen de hoekzuilen de vier evangelisten met hun symbolen. Het zeshoekige klankbord wordt versierd met reliëfs. Rechts van de kansel staan op een plaquette de namen van de gevallenen in de Eerste Wereldoorlog. Aan de noordelijke muur hangt een groot schilderij uit 1735 met een voorstelling van het Jongste Gericht. De biechtstoel in de kerk dateert van 1691; de biecht bleef ook na de reformatie in de lutherse kerken een gewoon verschijnsel. Aan de muren hangen meerdere epitafen en schilderijen van de verschillende predikanten.  
Het orgel werd in de jaren 1710-1711 door de bekende orgelbouwer Arp Schnitger gebouwd en geldt als een uitstekend voorbeeld van de orgelbouwkunst van de vroege 18e eeuw. In de zomermaanden worden er regelmatig orgelconcerten georganiseerd. Bij het orgel hangt aan de noordermuur een bord met de namen van de 52 donateurs die de bouw van het orgel mogelijk maakten.